# Doe Maar
Doe Maar var en nederländsk popgrupp med sin storhetstid under början av 1980-talet. Det var ett skaband med punk- och reggaeinfluenser och de var verksamma mellan 1978 och 1984. De har dock återförenats senare, vid flera tillfällen. Eftersom de sjöng på nederländska var de mest kända i områden där detta talas. Doe Maar betyder ungefär "Gör det då", en fras som vanligtvis används på ett surt, ogillande sätt.

## Diskografi
- Doe Maar (1979)
- Skunk (1981)
- Doris Day en andere stukken (1982)
- Doe de dub - discoversie (1982)
- 4us (1983)
- Lijf aan lijf (livealbum, 1983)
- 5 jaar Doe Maar, Het complete overzicht (1984)
- De beste van Doe Maar (LP) (1984)
- De beste van Doe Maar (CD) (1987)
- De beste (1991)
- Het complete hitoverzicht (1994)
- Het afscheidsconcert - Live in de Maaspoort 's‑Hertogenbosch (livealbum, 1995)
- Het allerbeste van Doe Maar (1999)
- Alles (1999)
- Klaar (2000)
- Hees van Ahoy (livealbum, 2000)
- Hollands glorie (2004)
- Écht alles (2007)
- De singles (2008)
- De doos van Doe Maar (2012)
- Versies/Limmen tapes (2012)
- Symphonica in Rosso (2012)